# 석산
석산(石蒜, 학명:Lycoris radiata)은 수선화과에 딸린 여러해살이 알뿌리식물이다. 꽃무릇이라고도 부른다. 산기슭이나 습한 땅에서 무리지어 자라며, 절 근처에서 흔히 심는다.

## 생태
꽃줄기의 높이는 약 30~50cm이다. 잎은 길이 30~40cm, 너비 1.5cm 정도로 길쭉하며 10월에 돋았다가 한 다발씩 뭉쳐져 겨울을 지내고, 다음해 5월이 되면 차차 시들어 사라진다. 8월 초에 잎이 완전히 자취를 감춘 후 희읍스름한 꽃대가 쑥 솟아나서 길이 1m가량 자란다. 9월에 꽃대머리에 산형꽃차례로 4~5개의 붉은 꽃이 커다랗게 핀다. 여섯 개의 화피는 거꾸로 된 얇은 바소꼴이고 뒤로 말린다. 길이 7~8 센티미터의 수술이 여섯이고 암술이 하나인데 길게 꽃밖으로 나오며, 꽃과 같은 색으로 또한 아름답다. 원산지인 중국의 장강 유역에서 자라는 것은 이배체로 결실이 잘 되나, 대한민국이나 일본의 것은 삼배체로 열매를 맺지 못한다. 꽃이 쓰러진 뒤에 잎이 나온다. 비늘줄기(인경)로 번식한다.

## 쓰임새
비늘 줄기의 한약명이 석산(石蒜)이다. 해독 작용이 있다고 한다. 둥근뿌리에는 유독한 알칼로이드가 들어 있으며, 그 때문에 지방에 따라서는 사인화(死人花), 장례화(葬禮花) 또는 유령화(幽靈花)라고도 한다. 일본에서는 피안화(彼岸花)라 하며, 텐메이 대기근 당시 워낙 먹을 것이 없자 유독식물인 석산을 데쳐다 먹었는데 그마저도 모두 바닥난 뒤로는 식인밖에 방법이 남지 않게 되었다 하여 죽음의 상징으로서 불길히 여겼다. 석산은 천연 항균물질을 함유해 책을 엮을 때 접착제로 활용했으며 유독물질 리코린은 피부질환 등에 영향을 준다.

## 재배 및 관리
빛을 좋아하는 편이나 그늘에서도 잘 자란다. 화분에 심은 경우 꽃이 피거나 잎이 푸르게 살아있을 때는 아침 햇살을 충분히 받도록 하고, 휴면 중일 때는 밝은 그늘에 둔다. 겉흙이 마르면 물을 충분히 준다. 알뿌리를 나눠 심어 번식시키는데, 휴면기인 6~7월에 옮겨심는다.

## 사진

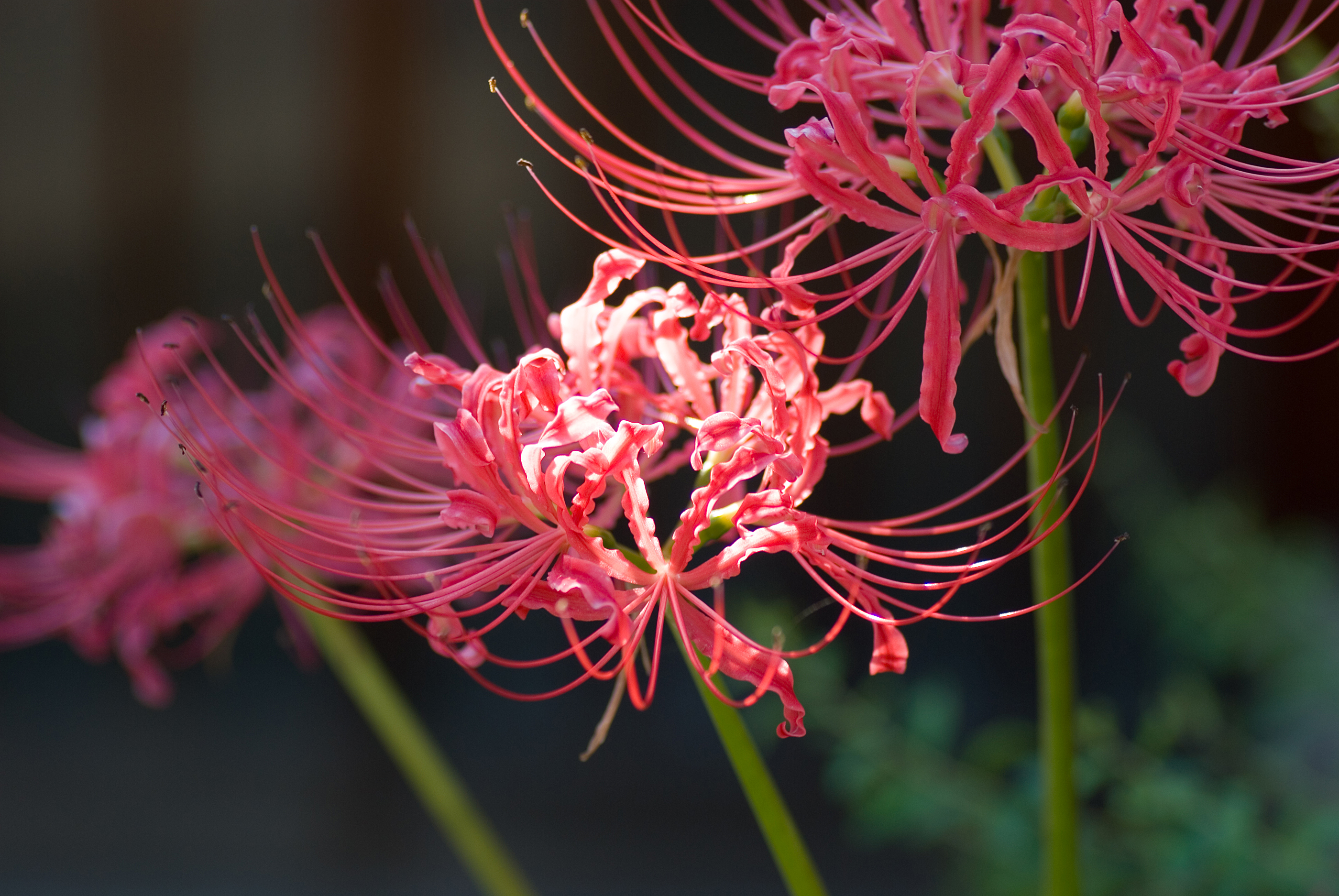
꽃
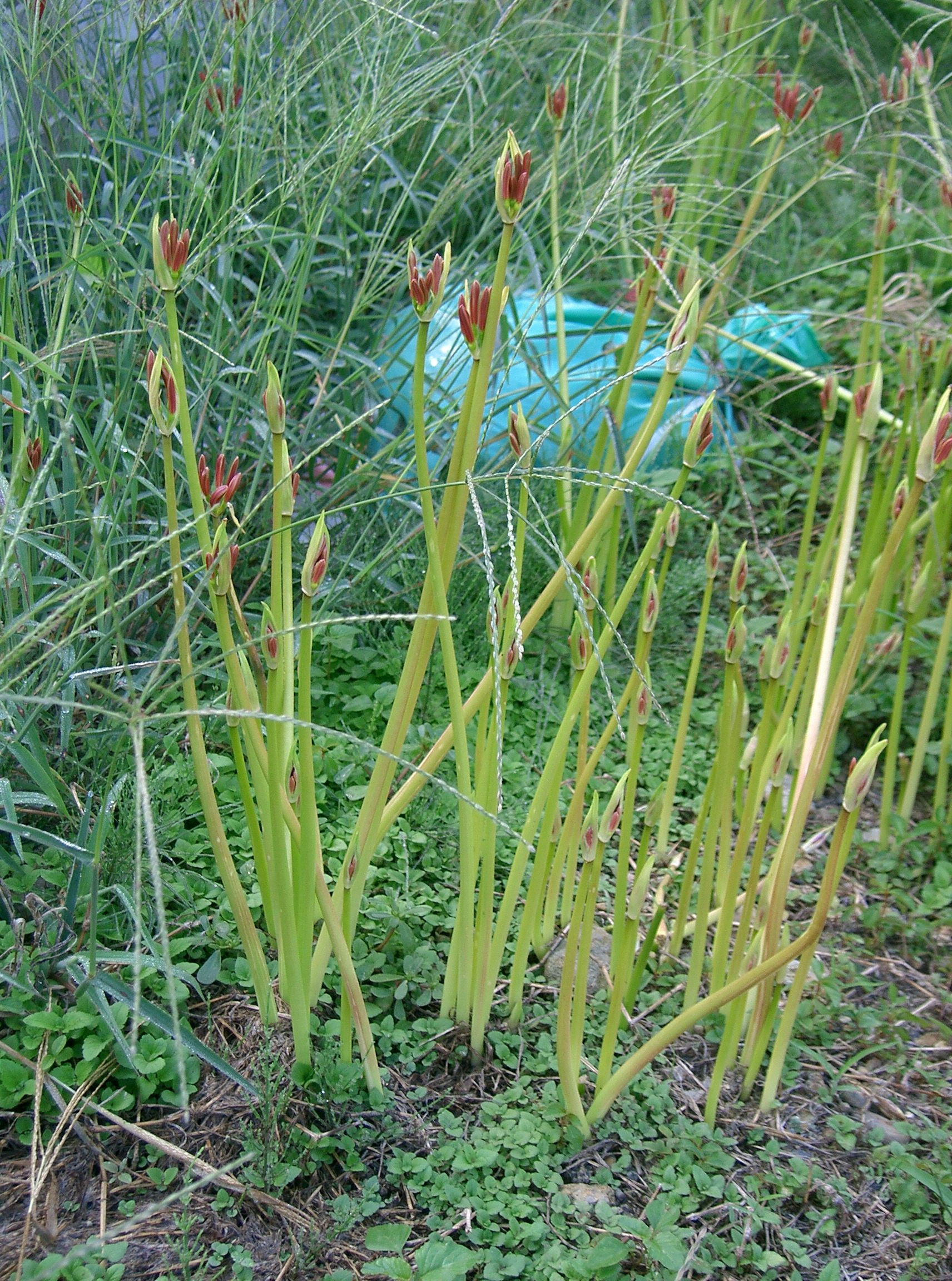
잎이 떨어진 뒤 맺힌 꽃봉오리
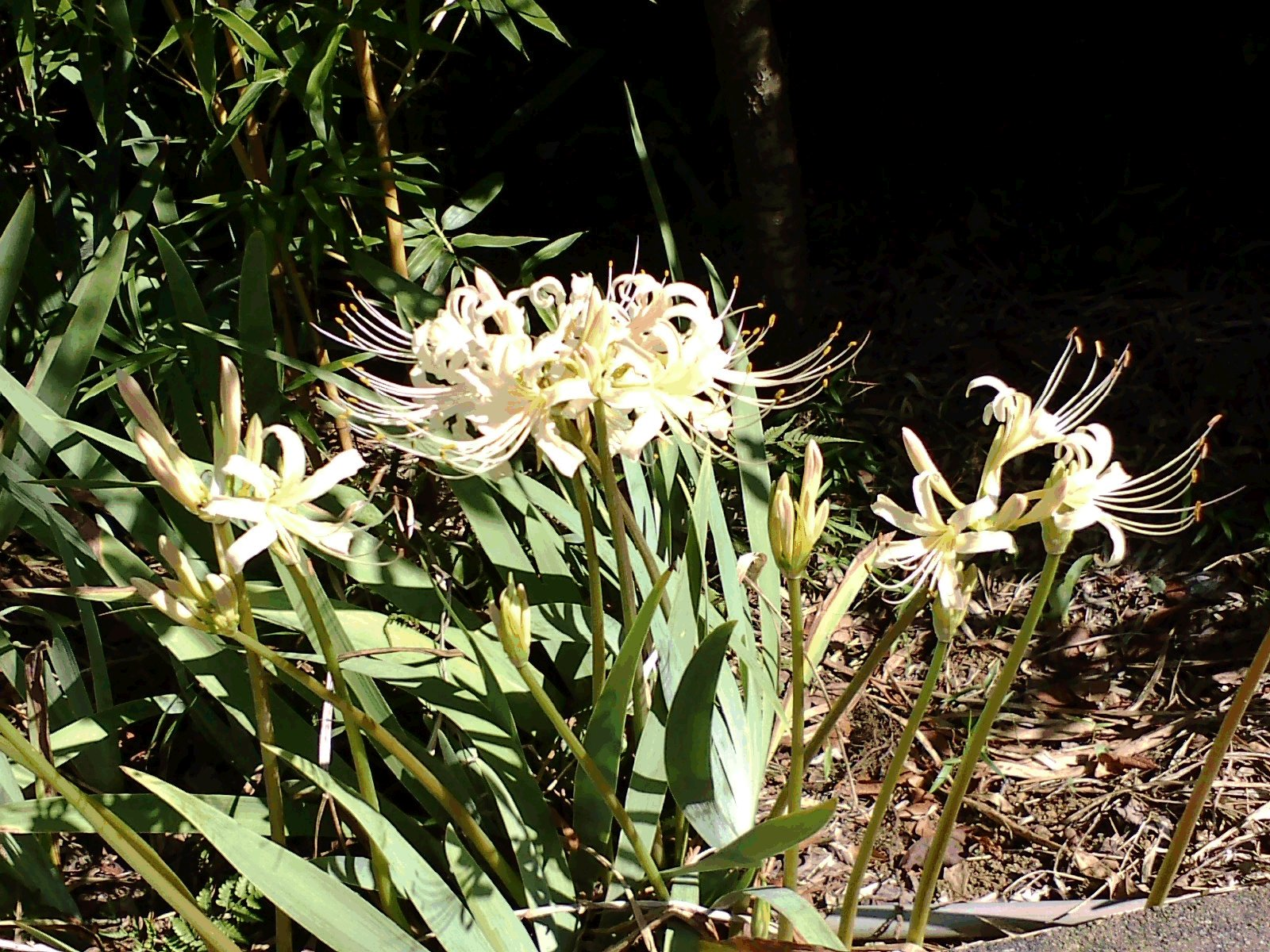
흰색 꽃
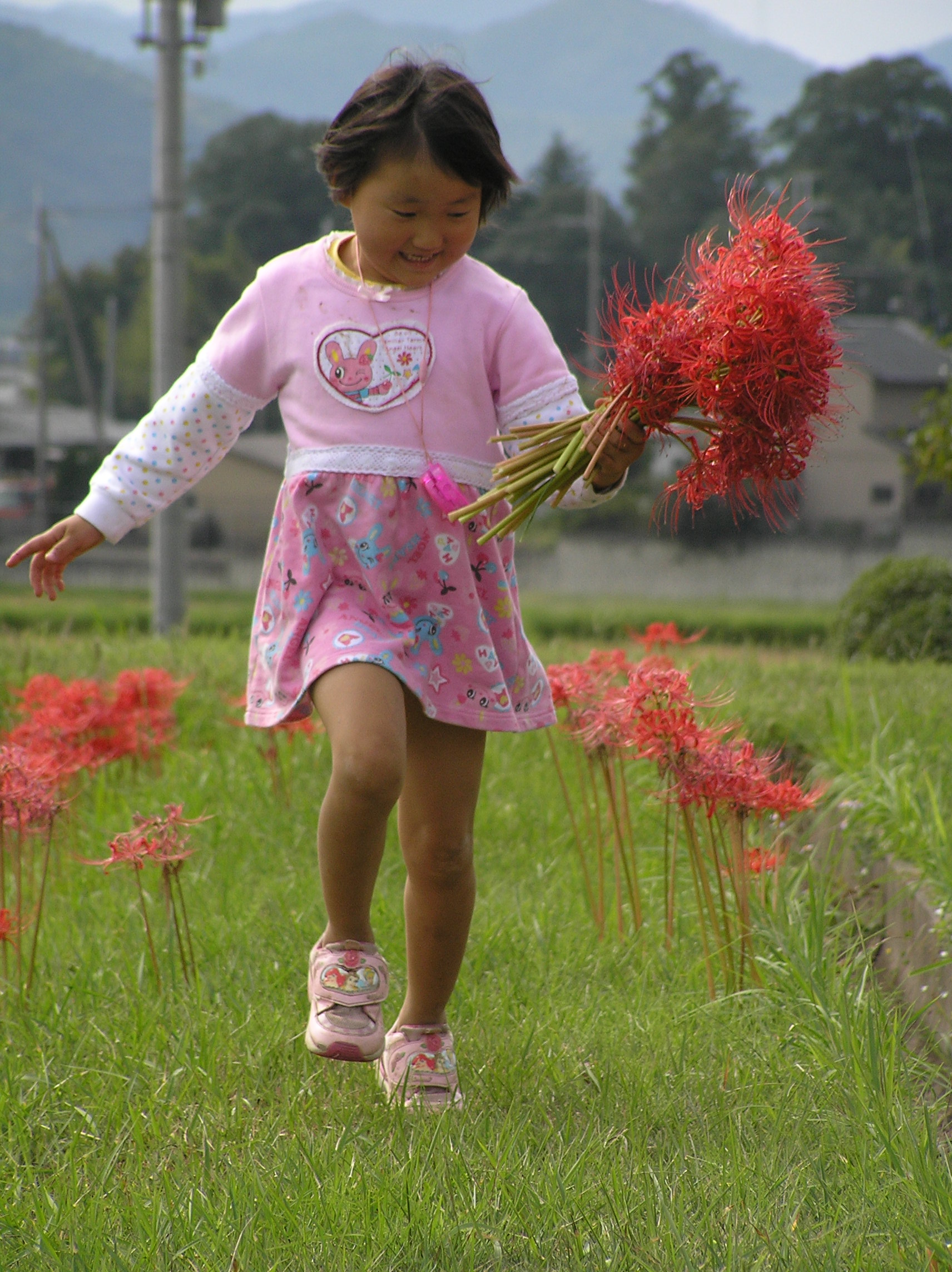
석산과 소녀

## 같이 보기
- 상사화

## 참고 문헌
- 김준민·임양재·전의식, 《한국의 귀화식물》(사이언스북스, 2000) ISBN 89-8371-059-4
- 기청산식물원 부설 한국생태조경연구소, 《우리꽃 참 좋을씨고》(얼과알, 2001) ISBN 89-5529-032-2